# Philodromus subaureolus
Philodromus subaureolus är en spindelart som beskrevs av Friedrich Wilhelm Bösenberg och Embrik Strand 1906. Philodromus subaureolus ingår i släktet Philodromus och familjen snabblöparspindlar. Inga underarter finns listade i Catalogue of Life.